# إدوارد لويس
إدوارد ب. لويس (بالإنجليزية: Edward B. Lewis) ـ (20 مايو 1918 ـ 21 يوليو 2004) هو عالم وراثة أمريكي، تقاسم جائزة نوبل في الطب لسنة 1995 مع مواطنه إريك فيشاوس والألمانية كرستيانه نوسلاين فولهارد، لأبحاثهم حول التحكم الجيني في التكون الجنيني.

## مولده وتدرجه العلمي
ولد لويس في ويلكس-بار بولاية بنسلفانيا، وتخرج في مدرسة إلمر مايرز الثانوية في نفس المدينة، ثم حصل على درجة البكالوريوس في الإحصاء الحيوي من جامعة مينيسوتا سنة 1939، حيث عمل على ذبابة الفاكهة «دروسوفيلا ميلانوغاستر» في مختبر كلارنس بول أوليفر. وفي سنة 1942 حصل لويس على درجة الدكتوراه من معهد كاليفورنيا للتقنية (كالتك)، حيث عمل تحت إشراف عالم الوراثة ألفرد ستورتيفانت. عمل بعد ذلك في مجال علم الطقس بالقوات الجوية الأمريكية أثناء الحرب العالمية الثانية، وبعد انتهاء الحرب التحق بالعمل معلماً بمعهد كاليفورنيا للتقنية سنة 1946، وفي سنة 1956 عين أستاذاً لعلم الأحياء، ثم صار أستاذ كرسي توماس هنت مورغان لعلم الأحياء سنة 1966.

## الجوائز
من بين الجوائز التي حصل عليها لويس (إلى جانب جائزة نوبل في الطب):
- وسام توماس هنت مورغان (1983)
- الجائزة الدولية لمؤسسة غيردنر (1987)
- جائزة مؤسسة وولف في الطب (1989)
- جائزة روزنشتيل (1990)
- الوسام الوطني للعلوم (1990)
- جائزة ألبرت لاسكر للأبحاث الطبية الأساسية (1991)
- جائزة لويزا غروس هورويتز (1992)

### فوزه بجائزة نوبل في الطب
حصل لويس على جائزة نوبل في الطب سنة 1995 عن أبحاثه على ذبابة الفاكهة «دروسوفيلا ميلانوغاستر» (التي توصل أثناءها إلى اكتشاف مجموعة جينات التقسم (بالإنجليزية: Bithorax complex) لدى الذبابة وتوضيح وظيفتها) مؤسساً علم الوراثة التطوري. وقد جمع لويس كتاباته البحثية عن الوراثة وعلم الأحياء النمائي والإشعاع والسرطان في كتابه «الجينات والتطور والسرطان» (بالإنجليزية: Genes, Development and Cancer) الذي صدر سنة 2004.

## روابط خارجية
- إدوارد لويس على موقع الموسوعة البريطانية (الإنجليزية)
- إدوارد لويس على موقع مونزينجر (الألمانية)
- إدوارد لويس على موقع إن إن دي بي (الإنجليزية)